# Jewgeni Nikolajewitsch Gorstkow
Jewgeni Nikolajewitsch Gorstkow (russisch Евгений Николаевич Горстков; * 26. Mai 1950 in Orsk; † 12. September 2020) war ein sowjetischer Boxer. Er wurde 1977 und 1979 Europameister im Schwergewicht.

## Werdegang
Jewgeni Gorstkow startete als Erwachsener für die Sportorganisation Zenit Moskau. Ansonsten liegen über seinen Werdegang als Jugendlicher und Junior keine Informationen vor. Das erste von ihm bekannte Ergebnis ist ein Turniersieg im März 1972 in Moskau im Halbschwergewicht. Ab 1973 startete er im Schwergewicht und wog immer ca. 90 kg. Er war also ein relativ leichter Schwergewichtler, der aber mit einer imponierenden Schlagkraft ausgestattet war, was seine vielen vorzeitigen Siege beweisen. Nach 1990 wurde Jewgeni Gorstkow ein viel beschäftigter Ringrichter im russischen Profiboxsport.
1973 gewann er erstmals den sowjetischen Meistertitel im Schwergewicht mit einem techn. K.-o.-Sieg in der 2. Runde über Pjotr Sajew. In den folgenden Jahren gewann er dann diesen Titel noch 1974 mit einem Punktsieg im Finale über Gennadi Kokurin, 1975 mit einem Punktsieg über Pjotr Sajew, 1977 mit einem Abbruchsieg in der 2. Runde über Pjotr Sajew und 1978 mit einem Punktsieg im Finale über Michail Subbotin. Dazu gewann er in den Jahren 1974, 1976 und 1977 auch noch den Titel des sog. „absoluten Meisters“, bei dem die besten Boxer der drei schwersten Gewichtsklassen startberechtigt waren. 1974 mit einem techn. K.-o.-Sieg in der 3. Runde über Igor Wyssozki, 1976 mit einem Punktsieg im Finale über Wiktor Tereschtschenko und 1977 mit einem Punktsieg im Finale über Pjotr Sajew. Mit insgesamt acht Titelgewinnen war er damit der weitaus erfolgreichste sowjetische Boxer jener Jahre, mit denen er seine schärfsten Konkurrenten Pjotr Sajew, Wiktor Petrowitsch Uljanitsch und Igor Wyssozki weit hinter sich ließ. Kein Glück hatte Jewgeni Gorstkow ausgerechnet bei den russischen Meisterschaften in den Olympiajahren 1976 und 1980. Sowohl 1976 als auch 1980 verlor er jeweils im Halbfinale gegen Pjotr Sajew nach Punkten und bekam keine Chance an den Olympischen Spielen jener Jahre teilzunehmen.
Die erste internationale Meisterschaft bestritt er im Jahre 1974, als er für die Weltmeisterschaften in Havanna nominiert wurde. Er verlor dort aber überraschend gegen Rajko Miljić aus Jugoslawien schon im Achtelfinale durch techn. K. o. in der 2. Runde, womit er ausschied und nur den 9. Platz belegte. Wesentlich erfolgreicher war er bei den beiden nächsten internationalen Meisterschaften, die er bestritt. Zunächst wurde er im Jahre 1977 in Halle (Saale) Europameister im Schwergewicht mit einem K.-o.-Sieg in der 2. Runde über Antoni Kuskowski, Polen, einem Punktsieg über Mircea Simon, Rumänien und einem weiteren K.-o.-Sieg in der 2. Runde über Jürgen Fanghänel, DDR. Danach wurde er auch im Jahre 1979 in Köln Europameister im Schwergewicht. Bei dieser Meisterschaft wurden erstmals zwei Schwergewichtsmeister ermittelt. Es wurde eine Gewichtsklasse mit einem Gewichtslimit bis 91 kg Körpergewicht eingeführt und diese Gewichtsklasse als Schwergewicht bezeichnet. Neu war das sog. Superschwergewicht, das ab 91 kg Körpergewicht begann. Jewgeni Gorstkow schlug im Schwergewicht Georgi Stoimenow, Bulgarien durch K. o. in der 1. Runde und besiegte danach Grzegorz Skrzecz, Polen, Ion Cernat, Rumänien und Werner Kohnert, DDR, nach Punkten.
Weitere internationale Meisterschaften bestritt er nicht mehr. Bemerkenswert in der Laufbahn von Jewgeni Gorstkow sind noch einige Siege über US-amerikanische Boxer im Rahmen der damals jährlich stattfinden Länderkämpfe UdSSR gegen USA. Bei diesen Länderkämpfen besiegte er u. a. die später als Profiboxer sehr erfolgreichen Amerikaner John Tate, Greg Page und Jimmy Clark, während er gegen Tony Tubbs eine Punktniederlage hinnehmen musste.

## Internationale Erfolge
| Jahr | Platz | Wettbewerb                             | Gewichtsklasse | Ergebnis |
| ---- | ----- | -------------------------------------- | -------------- | --- |
| 1972 | 1.    | Intern. Turnier in Moskau              | Halbschwer     | nach einem Punktsieg im Halbfinale über Anatoli Nikulin, UdSSR; Finalgegner nicht bekannt                                                                                  |
| 1974 | 2.    | Pokalturnier „Golden Belt“ in Bukarest | Schwer         | nach einer kampflosen Niederlage im Finale gegen Teófilo Stevenson, Kuba                                                                                                   |
| 1974 | 9.    | WM in Havanna                          | Schwer         | nach einer techn. K.-o.-Niederlage in der 2. Runde gegen Rajko Miljic, Jugoslawien                                                                                         |
| 1974 | 1.    | TSC-Turnier in Berlin                  | Schwer         | |
| 1976 | 1.    | Waclaw-Prochazka-Turnier in Ostrava    | Schwer         | nach einem Abbruchsieg in der 2. Runde über Jürgen Fanghänel, DDR |
| 1977 | 1.    | EM in Halle (Saale)                    | Schwer         | nach einem K.-o.-Sieg in der 2. Runde über Antoni Kuskowski, Polen, einem Punktsieg über Mircea Simon, Rumänien und einem K.-o.-Sieg in der 2. Runde über Jürgen Fanghänel |
| 1977 | 1.    | Belgrad’s Liberation Tournament        | Schwer         | |
| 1977 | 1.    | Feliks-Stamm-Memorial in Warschau      | Schwer         | nach einem Abbruchsieg in der 3. Runde über Marian Klass und einem Abbruchsieg in der 1. Runde über Jerzy Skoczek, beide Polen                                             |
| 1979 | 1.    | Intern. Turnier in Alma Ata            | Schwer         | nach einem Abbruchsieg in der 1. Runde über Pjotr Sajew, UdSSR |
| 1979 | 1.    | EM in Köln                             | Schwer         | nach einem K.-o.-Sieg in der 1. Runde über Georgi Stoimenow und Punktsiegen über Grzegorz Skrzecz, Polen, Ion Cernat, Rumänien und Werner Kohnert, DDR                     |
| 1980 | 1.    | Pokalturnier „Golden Boat“ in Lodz     | Schwer         | nach Punktsiegen über Zdzislaw Jariczak, Grzegorz Skrzecz und Marian Klass, alle Polen                                                                                     |

## Länderkämpfe
| Jahr | Ort        | Begegnung       | Gewichtsklasse | Ergebnis                                       |
| ---- | ---------- | --------------- | -------------- | ---------------------------------------------- |
| 1975 | New York   | USA gegen UdSSR | Schwer         | Abbruchsieg in der 3. Runde über Frank Brown   |
| 1975 | Cincinnati | USA gegen UdSSR | Schwer         | Abbruchsieg in der 2. Runde über John Tate     |
| 1975 | Las Vegas  | USA gegen UdSSR | Schwer         | Abbruchsieg in der 2. Runde über Henry Coopman |
| 1976 | Jerewan    | UdSSR gegen USA | Schwer         | Abbruchsieg in der 1. Runde über Woody Clark   |
| 1976 | Las Vegas  | USA gegen UdSSR | Schwer         | Punktniederlage gegen John Tate                |
| 1976 | New York   | USA gegen UdSSR | Schwer         | Punktsieg über Greg Page                       |
| 1978 | Alma Ata   | UdSSR gegen USA | Schwer         | Punktsieg über Jimmy Clark                     |
| 1979 | Las Vegas  | USA gegen UdSSR | Schwer         | Punktniederlage gegen Tony Tubbs               |
| 1979 | Troy       | USA gegen UdSSR | Schwer         | K.-o.-Sieg in der 2. Runde über Floyd Cummings |

## UdSSR-Meisterschaften
| Jahr | Platz | Gewichtsklasse | Ergebnis |
| ---- | ----- | -------------- | --- |
| 1973 | 1.    | Schwer         | nach einem techn. K.-o.-Sieg in der 2. Runde im Finale über Pjotr Sajew                                                  |
| 1974 | 1.    | Schwer         | nach einem Punktsieg im Halbfinale über Wiktor Petrowitsch Uljanitsch und einem Punktsieg im Finale über Gennadi Kokurin |
| 1974 | 1.    | Schwer         | Ermittlung des „absoluten Meisters“: technischer K.-o.-Sieg in der 3. Runde im Finale über Igor Wyssozki                 |
| 1975 | 1.    | Schwer         | nach einem Punktsieg im Finale über Pjotr Sajew                                                                          |
| 1975 | 2.    | Schwer         | Ermittlung des „absoluten Meisters“: Punktniederlage im Finale gegen Pjotr Sajew                                         |
| 1976 | 3.    | Schwer         | nach Punktniederlage im Halbfinale gegen Pjotr Sajew                                                                     |
| 1976 | 1.    | Schwer         | Ermittlung des „absoluten Meisters“: Punktsieg im Finale über Wiktor Tereschtschenko                                     |
| 1977 | 1.    | Schwer         | nach einem Abbruchsieg in der 2. Runde im Finale über Pjotr Sajew                                                        |
| 1977 | 1.    | Schwer         | Ermittlung des „absoluten Meisters“: Punktsieg im Finale über Pjotr Sajew                                                |
| 1978 | 1.    | Schwer         | nach einem Punktsieg im Finale über Michail Subbotin                                                                     |
| 1979 | 5.    | Schwer         | Ermittlung des „absoluten Meisters“: K.-o.-Niederlage in der 2. Runde im Viertelfinale gegen Atom Pogosjan               |
| 1980 | 3.    | Schwer         | Punktniederlage im Halbfinale gegen Pjotr Sajew                                                                          |

## Erläuterungen
- WM = Weltmeisterschaften, EM = Europameisterschaften
- Halbschwergewicht, Gewichtsklasse bis 81 kg, Schwergewicht, bis 91 kg und Superschwergewicht über 91 kg Körpergewicht